# Ruben Sommaruga

Ruben Sommaruga

Ruben Sommaruga (* 1962 in Montevideo) ist ein Limnologe und Universitätsprofessor am Institut für Ökologie der Universität Innsbruck, dessen Leiter er zwischen 2012 und 2020 war.

## Leben
Ruben Sommaruga wuchs in Montevideo auf, wo er seine schulische Ausbildung erhielt. Er besuchte die Universität der Republik in Uruguay, wo er seinen Bachelor in Biologischer Ozeanographie erwarb. Anschließend zog er für weiterführende Studien nach Österreich und erhielt 1993 einen Master-Abschluss in Zoologie und einen Doktortitel in Naturwissenschaften an der Universität Innsbruck mit Schwerpunkt auf Limnologie und Mikrobielle Ökologie. Danach war er Postdoktorand am Institut für Ökologische Wissenschaften der Universität Chile, am Hochgebirgsforschungszentrum in Spanien, am Istituto di Idrobiologia Pallanza in Italien und am ehemaligen Institut für Zoologie und Limnologie der Universität Innsbruck. Im Jahr 1998 habilitierte er sich in Limnologie an der Universität Innsbruck. Er war Gastwissenschaftler an verschiedenen Instituten, darunter das biologische Forschungslabor des Scripps Institution of Oceanography, das EAWAG-Hydrobiologielabor in Kastanienbaum und das National Center of Polar and Ocean Research in Goa, und nahm an mehreren Expeditionen teil, darunter nach Grönland.

## Wissenschaftlicher Beitrag
Ruben Sommaruga begann seine Forschungskarriere mit der Untersuchung hyper-eutropher Seen und Küstenlagunen in Südamerika, verlagerte seinen Fokus jedoch später auf Hochgebirgs- oder Alpenseen. Obwohl seine Studien sich hauptsächlich auf Seen in den Alpen konzentrierten, insbesondere auf den Gossenköllesee, wo eine Forschungsstation Einrichtungen für experimentelle Arbeiten bietet, umfassen sie auch Ökosysteme außerhalb des klassischen „nördlichen gemäßigten Wissenschaftsgürtels“, wie die in den Anden (Chile), im Himalaya (Nepal und Indien) und in den Bale-Bergen (Äthiopien). Seine langfristigen Forschungsziele in den letzten drei Jahrzehnten waren es, zu verstehen, wie sich Organismen an die harten Umweltbedingungen typischer Hochgebirgsökosysteme anpassen und wie Seeprozesse durch verschiedene globale Veränderungen beeinflusst werden. Seine Forschung deckt ein breites Spektrum an Themen ab, von der Virenökologie und den Auswirkungen des Klimawandels auf aquatische Ökosysteme bis hin zur physikalischen Limnologie und Photobiologie. Diese Studien haben zu internationalen wissenschaftlichen Beiträgen (>160) geführt, darunter in Nature, Science und PNAS.

## Ehrungen und Auszeichnungen
- 1991, 1992: Tonolli-Preis der Internationalen Gesellschaft für Limnologie (SIL)[7]
- 2000: Internationaler Anerkennungspreis für professionelle Exzellenz in Limnischer Ökologie vom Internationalen Ökologie-Institut-ECI, Deutschland[8]
- 2007: Wissenschaftspreis des Fürstentums Liechtenstein[9]
- 2008: Ehrenmitglied des ECI (Freshwater Ecology), Ecology Institute, Deutschland[10]
- 2008–2020: Gewählt in den wissenschaftlichen Beirat des Österreichischen Wissenschaftsfonds (FWF)
- 2010: Wissenschaftspreis der Stiftung Südtiroler Sparkasse[11]
- 2011: Anerkennungspreis der Aquatic Ecosystem Health and Management Society für bedeutende wissenschaftliche Beiträge zur Ökosystemwissenschaft
- 2011–2014: Ernanntes Mitglied der Faculty of 1000.[12]
- 2017: Gewählt zum Fellow der Association for the Sciences of Limnology and Oceanography (ASLO)[13]
- 2022: Gewählt zum Mitglied der Europäischen Akademie der Wissenschaften für herausragende Beiträge zu Wissenschaft und Technologie[14]
- 2024: Eingestuft unter die 3 % der besten Wissenschaftler weltweit im Wissenschaftsranking der Stanford University (AD Scientific Index ID: 1399907)[15] und unter die weltweit besten 10 % in Ökologie und Evolution (Research.com).[16]
- 2024: Empfänger des Baldi-Gedenkpreises der Internationalen Gesellschaft für Limnologie[17]